# Forma normal algébrica
Forma normal algébrica (FNA), também conhecida como Polinômio de Zhegalkin ou Expressão de Reed-Muller, na lógica booleana, é vista como um método de padronização e normalização de fórmulas lógicas. Uma FNA pode ser escrita genericamente da seguinte forma:
| {\displaystyle f(x_{1},x_{2},\ldots ,x_{n})=\!} | {\displaystyle a_{0}+\!}                                    |
|                                                 | {\displaystyle a_{1}x_{1}+a_{2}x_{2}+\ldots +a_{n}x_{n}+\!} |
|                                                 | {\displaystyle a_{1,2}x_{1}x_{2}+a_{n-1,n}x_{n-1}x_{n}+\!}  |
|                                                 | {\displaystyle \ldots +\!}                                  |
|                                                 | {\displaystyle a_{1,2,\ldots ,n}x_{1}x_{2}\ldots x_{n}\!}   |

onde {\displaystyle a_{0},a_{1},\ldots ,a_{1,2,\ldots ,n}\in \{0,1\}^{*}}.